# غابرييل كيرك ماكدونالد
غابرييل كيرك ماكدونالد (بالإنجليزية: Gabrielle Kirk McDonald)‏ (و. 1942 – م) هي محامية، وقاضية من الولايات المتحدة الأمريكية.

## التعليم
تعلمت في جامعة بوسطن.

## روابط خارجية
- غابرييل كيرك ماكدونالد على موقع إن إن دي بي (الإنجليزية)